# Lycenchelys maoriensis
Lycenchelys maoriensis is een straalvinnige vissensoort uit de familie van puitalen (Zoarcidae). De wetenschappelijke naam van de soort is voor het eerst geldig gepubliceerd in 1986 door Andriashev & Fedorov.